# Volo Southeast Airlines 308
Il volo Southeast Airlines 308 era un volo interno americano operato dalla Southeast Airlines tra Knoxville e Bristol, Tennessee, negli Stati Uniti. L'8 gennaio 1959 era operato da un Douglas DC-3A immatricolato N18941. Durante l'avvicinamento all'aeroporto regionale di Tri-Cities a Bristol, l'aereo si schiantò contro la catena montuosa di Holston. Non si salvò nessuno.

## L'incidente
L'aereo è partito dall'aeroporto McGhee Tyson fuori Knoxville con 27 minuti di ritardo in quella che era la seconda tappa del volo con sette passeggeri e tre membri dell'equipaggio. Il DC-3A ricevette l'autorizzazione per un avvicinamento alla pista 27 all'aeroporto regionale Tri-Cities. La visibilità all'aeroporto era di 3 miglia (4,8 km) in condizioni di neve leggera e nebbia con una schiarita di 900 piedi (274 m) e coperto a 1.700 piedi (518 m). L'equipaggio segnalò dei problemi con il cercatore di direzione automatico e non fu in grado di trovare il radiofaro esterno visivamente o acusticamente. L'aereo passò ad est del radiofaro esterno e mentre era fuori dalla normale area di svolta della procedura scese e colpì il pendio boscoso sul lato nord-ovest della catena montuosa di Holston, uccidendo tutte e 10 le persone a bordo.

## Causa
A seguito di un'indagine sull'incidente, la commissione investigativa scrisse nel rapporto: "La commissione determina che la probabile causa di questo incidente è stata l'incapacità del pilota di identificare correttamente l'intersezione di Gray e la sua decisione di continuare un avvicinamento ILS (sistema di atterraggio strumentale) contrario alle regolari procedure della compagnia".